# Yaël Gil y Muiños
Yaël Gil y Muiños (Arnhem, 22 juni 2004) is een Nederlands-Spaans voormalig voetballer die speelde als verdediger. Hij speelde voor Jong PSV en FC Eindhoven.

## Carrière
Gil y Muiños speelde in de jeugdopleidingen van Vitesse en PSV. In mei 2021 kreeg hij een profcontract aangeboden bij PSV. Hij debuteerde op 28 maart 2023 voor Jong PSV in de Keuken Kampioen Divisie, tegen Helmond Sport (2-1). Hij speelde negen wedstrijden die club. 
Medio 2024 vertrok hij naar FC Eindhoven. Hij debuteerde op 9 augustus 2024, in de eerste speelronde van het seizoen, tegen FC Den Bosch (2-0). Hij zou slechts twee wedstrijden spelen voor de club, voor hij definitief stopte met voetballen.
In februari 2025 sloot hij aan bij VV Bennekom.

## Statistieken
| Seizoen | Club         | Competitie     | Competitie | Competitie | Beker | Beker | Overig | Overig | Totaal | Totaal |
| Seizoen | Club         | Competitie     | Wed.       | Dlp.       | Wed.  | Dlp.  | Dlp.   | Dlp.   | Wed.   | Dlp.   |
| ------- | ------------ | -------------- | ---------- | ---------- | ----- | ----- | ------ | ------ | ------ | ------ |
| 2023/24 | Jong PSV     | Eerste divisie | 9          | 0          | 0     | 0     | 0      | 0      | 9      | 0      |
| 2024/25 | FC Eindhoven | Eerste divisie | 2          | 0          | 0     | 0     | 0      | 0      | 2      | 0      |
| Totaal  | Totaal       | Totaal         | 11         | 0          | 0     | 0     | 0      | 0      | 11     | 0      |